# A26 (Frankrijk)
De A26 is een autosnelweg gelegen in Frankrijk en verbindt de steden Calais, Arras, Reims en Troyes met elkaar. De weg wordt ook wel aangeduid met de naam Autoroute des Anglais. Zij is in beheer van de organisatie SANEF.

## Knooppunten
- Met de A16 en de A216 bij Calais.
- Met de A21 bij Lens (aangeduid met het afritnummer 6.2).
- Met de A1 na de stad Arras.
- Met de A2 bij de stad Cambrai.
- Met de A29 bij de stad Saint-Quentin.
- Gezamenlijk traject  A26/A4 tussen Reims en Châlons-en-Champagne.
- Met de A5 bij de stad Troyes.

## Toekomstige uitbreidingen
De weg wordt in de toekomst doorgetrokken naar de steden Auxerre en Bourges in het kader van de verkeersontlasting van Parijs.